# 朱祐柄
荊世子朱祐柄（？—？），是荊王朱見潚之嫡第一子，明朝荊國世子。他在成化十九年九月庚申（1483年10月19日）受封荊世子。其後朱見潚被指作惡多端，朝廷就在弘治五年（1492年）廢朱見潚和朱祐柄为庶人，遷置武昌，卒年不詳。
兩年後，以堂弟都梁王朱祐橺受封荊王，以延荊國的國祚。